# Gian Marco Marcucci
Gian Marco Marcucci (* 25. Juli 1954 in Borgo Maggiore) ist ein san-marinesischer Politiker.
Marcucci studierte Jura an der Universität Bologna und ist als Anwalt und Notar tätig.
Er war Mitglied des Partito Democratico Cristiano Sammarinese, unter anderem Vizesekretär (vice segretario del Partito) und Mitglied des Zentralkomitees der Partei. Am 4. Juli 2007 gehörte er zu den Gründern der Europopolari per San Marino, der sich im März 2011 mit den Democratici di Centro zur Unione per la Repubblica zusammenschloss. Marcucci war von 2011 bis 2013 Vorsitzender der neuen Partei.
Bei den Parlamentswahlen 1998 wurde Marcucci erstmals ins san-marinesische Parlament, den Consiglio Grande e Generale gewählt. Bei den folgenden Wahlen wurde er wiedergewählt, 2001 und 2006 auf der Liste des PDCDS, 2008 für die EPS auf einer gemeinsamen Liste mit PDCS und Arengo e Libertà sowie 2012 für die UpR. Am 4. November 2014 gab er sein Parlamentsmandat zurück, nachdem im Rahmen der Ermittlungen zur Affäre um das Conto Mazzini eine Durchsuchung seines Büros und seiner Wohnung stattfand. In der 28. Legislaturperiode seit 2012 war er Mitglied des Innenausschusses und Mitglied der san-marinesischen Delegation bei der Interparlamentarischen Union.
Von 1981 bis 1982 war er Kommandant der Zivilpolizei (Polizia Civile), von 1982 bis 1984 Anwalt bei der Avvocatura dello Stato. In der Amtsperiode vom April bis Oktober 2000 war er gemeinsam mit Maria Domenica Michelotti einer der beiden Capitano Reggente (Staatsoberhäupter) San Marinos. In der 2008 vom Patto per San Marino gestellten Regierung übernahm er das Amt des Arbeitsministers (Segretario di Stato al Lavoro, Cooperazione e Poste). Als die Nachfolgepartei der EPS, die UpR, 2011 die Regierung verließ, trat Marcucci zurück und Francesco Mussoni wurde sein Nachfolger.
Marcucci lebt in Faetano, ist verheiratet und Vater von fünf Töchtern.